# Jayang-dong, Daejeon
Jayang-dong (koreanska: 자양동) är en stadsdel i staden Daejeon i  den centrala delen av Sydkorea, 140 km söder om huvudstaden Seoul. Den ligger en km öster om Daejeons järnvägsstation i stadsdistriktet Dong-gu.